# Porsche 914

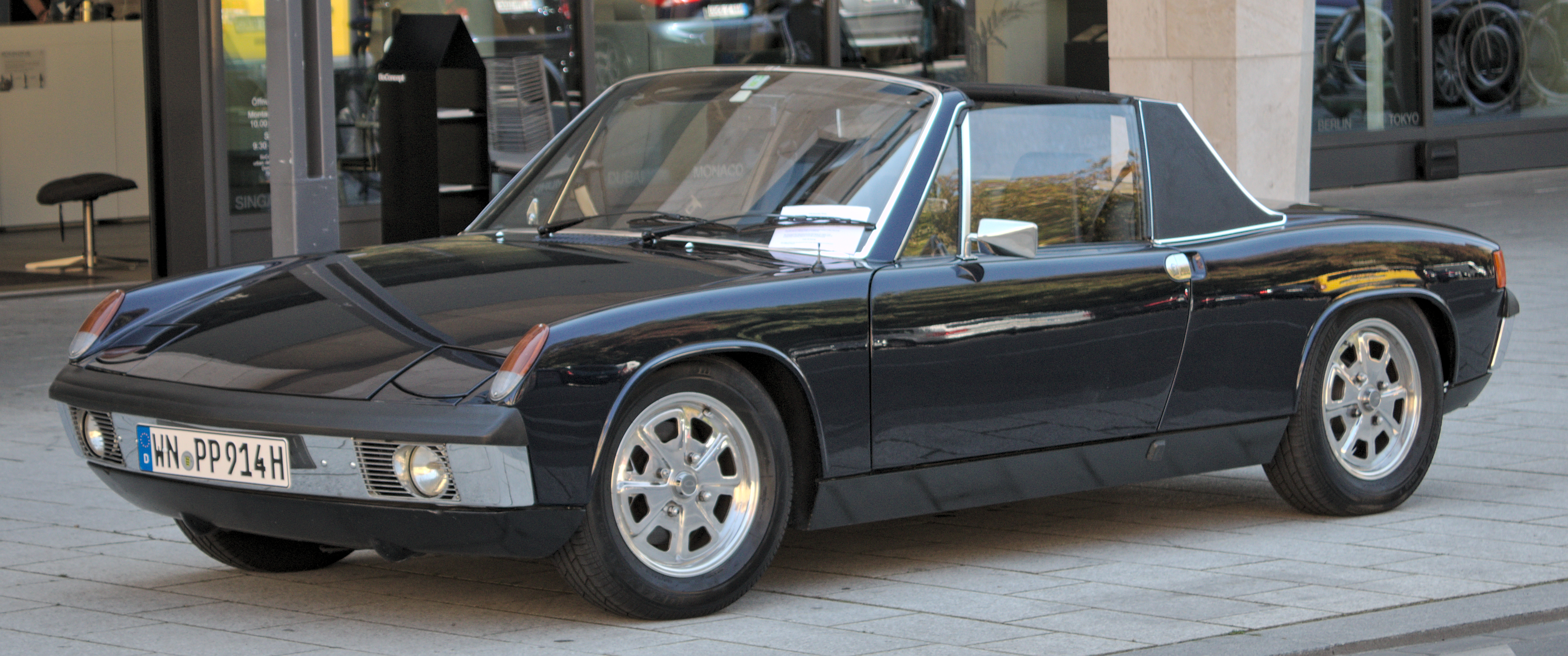
Porsche 914

Porsche 914 je jednoduchý dvoumístný sportovní automobil s motorem uprostřed. Vyráběn byl v létech 1969–1975 ve spolupráci firem Volkswagen a Porsche. Typ 914 není vnímán jako „pravé Porsche“, ale vysloužil si nelichotivou přezdívku „Volks-Porsche“. Vyráběly se verze s motorem 1700, 1800 a 2000 (4válec a 6válec) s výkonem 76–110 koní. Z výrobní linky sjelo na 119 000 ks tohoto typu, motor Porsche byl však jen v 2,8 % vyrobených vozů (cca 3300 ks).
Několik kusů bylo vyrobeno dokonce s motorem z 911 s výkonem 190 koní (označeno jako 916).
Ku příležitosti oslav 60. narozenin Dr. Ferdinanda Porsche vznikla také verze s 8válcovým motorem o výkonu 260 koní (označení 914/8).